# Паспорт громадянина Албанії
Албанський паспорт (алб. Pasaporta shqiptare) — це документ для посвідчення особи, який видається громадянам Албанії, і дозволяє їм виїжджати за кордон. Органом, відповідальним за видачу, є Міністерство внутрішніх справ Албанії.

## Біометричний паспорт
Починаючи з травня 2009 року, албанський уряд, як частина більшого проєкту з модернізації та доведення до найкращих міжнародних стандартів, почав видавати біометричні паспорти і біометричні ідентифікаційні карти своїм громадянам. Щоб отримати паспорт, жителю Албанії потрібно заплатити на пошті ціною 6000 лек (близько 50 €) і прийти на пункт реєстрації громадян свого муніципалітету, де його фотографують і беруть відбитки пальців цифровим способом тобто без використання чорнила. Зібрані дані відправляються до центру виробництва у Тирані. Паспорт дійсний протягом 10 років.
Простота і швидкість виготовлення та збору даних (ідентифікації особистості, фотографії, відбитків пальців, цифрового підпису) робить цей документ одним з найнадійніших і передових у світі. Перехід до біометричного паспорта був однією з умов вступу Албанії до Шенгенської зони.

### Зовнішній вигляд
Ці паспорти містять вбудований мікрочип, в якому зберігаються біометричні дані власника, такі як відбитки пальців, фотографія і підпис. Дані витягуються з чипу за допомогою бездротової технології RFID. Вона має відмінні стандарти безпеки та боротьби з підробкою. Фото реагує на ультрафіолетові промені. Літерно-цифровий код у нижній частині сторінки даних робить його доступним для читання з оптичним сканером. Код включає мікродрук, голографічні зображення, зображення видимі тільки при ультрафіолетових променях та інші деталі. Албанський біометричний паспорт відповідає всім стандартам, встановленим Міжнародною організацією цивільної авіації. Дані записуються албанською та англійською мовами.

## Історія
Перший албанський паспорт був випущений у 20-х роках минулого століття, коли почалося зміцнення албанської держави. У комуністичний період з 1945 по 1991, в Албанії не дозволялись поїздки за кордон, і тому вона не видавала загальногромадянські паспорти для виїзду за кордон. Видавалися тільки дипломатичні та службові паспорти в обмеженій кількості. Після зміни політичної системи влади видають паспорти всім албанським громадянам, які просять про це.
- З 1991 по 1996 року паспорт був червоним і не містив жодних захисних елементів, крім сухого штампа на фотографії. Він, як і раніше, мав комуністичний герб. Дані були написані від руки.
- Від 1996 до 2002 року, паспорт був коричневого кольору, і з'явилися перші елементи безпеки, як сторінки даних, і фотографія була ламінованою. Дані були надруковані. Вони виготовлялися канадською компанією.
- Паспорти, видані з 2002 по 2009 рік досі в обороті червоні і має стандарти безпеки та боротьби з підробкою схожі з біометричним паспортом, крім мікрочипу. Вони виготовлялися німецькою компанією Bundesdruckerei.
- З 2009 року біометричний паспорт забарвлений у бургундський колір і виготовляється французькою компанією Sagem Sécurité.